# Želodnik
Želodnik este o localitate din comuna Domžale, Slovenia, cu o populație de 46 de locuitori.